# Обсада на Тулон
Обсадата на Тулон се провежда от 8 септември до 18 декември 1793 г. Южният френски град е окупиран от английски и испански войски, действащи в подкрепа на френските роялисти. Тулон е обкръжен от войските на Конвента, в които като капитан от артилерията е зачислен Наполеон Бонапарт. Именно с тази обсада неговото име става известно дори и извън пределите на Франция. 24-годишният корсиканец открива стратегическо място за разположение на обсадните оръдия за обстрел на английските кораби в пристанището. Те са принудени да се оттеглят и след успешна атака, останалия без защитата на корабите Тулон пада в ръцете на републиканците. По време на атаката, Бонапарт е ранен в бедрото. Благодарение на личния си принос, след обсадата той е повишен в бригаден генерал.

## Предистория
След арестуването на депутатите жирондисти на 31 май 1793 г., последва серия от метежи в градовете Лион, Авиньон, Ним и Марсилия. На 12 юли в Тулон революционерите успяват да изместят якобинската клика, но скоро са изгонени от по-многобройните роялисти. При съобщението за падането на Марсилия (на 25 август) и последвалите там репресии на републиканците, роялистите, ръководени от барон д'Ембер се обръщат за помощ към англо-испанския флот. На 28 август адмиралите Худ и Хуан де Лангара хвърлят срещу правителството 13 000 войска (предимно англичани и испанци, малък брой пиемонтци и неаполитанци. На 1 октомври, барон д'Ембер провъзгласява младия Луи XVII за крал на Франция и издига френското кралско знаме с лилиите, окончателно предавайки Тулон на англичаните, заедно с близо 70 кораба – почти половината от френския флот. Престижът на Революцията и стратегическото значение на морската база изискват от французите да си върнат бързо Тулон.

## Обсадата

### Началото
Войниците на Конвента, известни и като „карманьоли“ (под командването на генерал Жан Франсоа Карто), след като са потушили бунтовете в Авиньон и Марсилия, пристигат край Тулон на 8 септември. Те се присъединяват към 6-те хиляди души от републиканската „Италианска армия“ (на генерал Лапоюп), превзели близкото селце Ла Валет (днешното Ла Валет-дю-Вар), които са разположени в подножието на Крайморските Алпи и търсят начин да превземат укрепленията на връх Фарон, доминиращ над града от североизток. Подкрепени са и от 3000 моряци на адмирал дьо Сен Жулиен, който отказва да служи на британците.
И двете страни са наясно със значението на Тулон и бързо струпват подкрепления и амуниции. Защитата на града е възложена на испанския адмирал Гравена.

### Планът на Наполеон
Бонапарт се присъединява към армията (зачислен е в 4-ти артилерийски полк) след схватката при Авиньон. На 16 септември той научава, че неговия корсикански приятел и специален представител на Конвента, Антоан Кристоф Салицети е на посещение в щаба на Карто и решава да го посети. Салицети споменава, че началника на артилерията, командир Елзеар Огюст Донмартин, е бил тежко ранен в едно от предните сражения и Карто се нуждае от способен офицер на този пост. Представителят на Конвента решава да ходатайства за Бонапарт и двамата незабавно отиват при Карто. Генералът (бивш художник преди Революцията) с гордост иска да покаже разположението на артилерията, която лично е подредил. Още при първата батарея, виждайки, че тя е твърде далеч от корабите, Наполеон изисква демонстрация. С максимален заряд барут, гюлето не изминава и половината дистанция.
Доказал по този начин безполезността на цялата подготовка, Бонапарт настоява пред Салицети да му даде правомощия за всичко, свързано с артилерията. Карто побеснява, но трябва да се примири. На 19 септември Наполеон е назначен за командир на батальон (съответстващ на чин майор) – назначение, потвърдено на 19 октомври.
След кратко разузнаване, Бонапарт начертава дързък план, който предвижда превземането на фортовете „л'Егилет“ и „Балагие“ (кръстен на едноименната кула), намиращи се на входа на пристанището, близо до хълма Каир. Превземането им ще позволи обстрела на корабите, преминаващи между външното и вътрешното пристанище на града, и така ще прекъсне доставките за обсадените. На същия ден на височината Сен Лоран е поставена батареята Montagne („Планина“), насочена срещу малкото пристанище, но недоволен от ефективността ѝ, корсиканецът разполага на 21 септември още една (наречена Sans Culottes – „Санкюлоти“) – на брега на Брегалион. Адмирал Худ се опитва да подави батареята, изпращайки линейния кораб Le Puissant („Могъщи“), но неуспешно. Флотът на съюзниците е принуден да избере друг път за влизане в пристанището, който обаче е по-опасен, заради плитчините при Мурийон и Кралската кула.
Карто неохотно изпраща срещу Каир малък отряд, под командването на своя адютант – генерал Делаборд, който на 22 септември се проваля в атаката си. Съюзниците, предупредени за опасността по този начин, построяват на върха на хълма редут с габиони, наречен „Мългрейв“ (в чест на британски командир). Той е поддържан от три по-малки – „Сен Филип“, „Сен Ком“ и „Сен Шарл“. Изглеждащите непревземаемо укрепления са кръстени от англичаните „Малкия Гибралтар“.

### Затишие
На 1 октомври, след неуспешната атака на генерал Лапоюп срещу „Източния форт“ на връх Фарон (близо 300 души намират смъртта си по скалите на „Прохода на магьосницата“), от Бонапарт е поискано да бомбардира големия форт „Малбускѐ“, чието падане е задължително за превземането на града. Той събира артилерия от цялата околност, чак до Марсилия, концентрирайки огъня на петдесет батареи по 6 оръдия. Наполеон организира една голяма батарея (наречена Convention – „Конвент“) на хълма Аренѐ срещу форта, поддържана от тези на Camp des Républicains („Републикански лагер“) на хълма Дюмонсо, на „Farinière“ („Мелничарката“) на възвишението Го и тези на Poudrière („Барутен погреб“) на хълма Лагубран.
Карто, ревнив към възхода на „Капитан Топ“ (както подигравателно нарича Бонапарт), всячески се опитва да му пречи. Генералът отказва да осигури пехотна подкрепа на батареите на Наполеон. Обсадата навлиза в период на застой.
На 14 октомври, корсиканецът демонстрира на представителя на Конвента, Барас, важността на това Карто да бъде заменен, ако искат да си възвърнат Тулон. Едва на 11 ноември за нов главнокомандващ е назначен генерал Допе (бивш доктор). Неговата нерешителност обаче, проваля иначе успешната атака срещу форт „Мългрейв“ – на 16 октомври републиканците провеждат изненадващо нападение и успяват да се изкачат по габионите. В този момент Допе (който въпреки че е лекар по професия, не издържа на гледката на кръв) вижда войник, прерязан на две от гюле и заповядва отстъпление.

### Падането на крепостта
Допе поне е наясно с некомпетентността си и сам подава оставка. Той е заменен от професионален военен – 30-годишния генерал Жак Франсоа Дюгомие, който оценява достойнствата на плана на Бонапарт. На 20 ноември, веднага след неговото пристигане, на хребета л'Евеска̀ е сформирана батареята Jacobins“(„Якобинци“), а на 28 ноември, вляво от нея – знаменитата Hommes Sans Peur („Безстрашни мъже“). По-късно, на 14 декември, между тях е сложена още една, наречена Chasse Coquins – всичките насочени срещу „Малкия Гибралтар“. Други две са поставени да отблъснат евентуалната намеса на корабите на съюзниците откъм външното пристанище и откъм морето – съответно Grande Rade („Голямо пристанище“) на хълма Рукѐ и Quatre Moulins („Четири вятърни мелници“) – на Фабрегас. Дотогава обаче, двете батареи продължават да обстрелват форт „Малбускѐ“, причинявайки големи щети.
На 30 ноември, близо 3000 англичани и неаполитанци изненадващо извършват вилазка, атакуват батареята „Конвент“ на хълма Аренѐ и успяват да я превземат. В последвалата контраатака, оглавена лично от Дюгомие и Наполеон, е пленен командващия английските войски, генерал О'Хара. Той започва преговори за почетна капитулация с представителите на Републиката – Робеспиер младши и Антоан Луи Албит. Батальоните на федералистите и роялистите са разоръжени, а Бонапарт е произведен в чин полковник.
На военен съвет (в състав Дюгомие, Лапоюп и Наполеон) за генералния щурм е определена нощта на 16-и срещу 17 декември. Атаката срещу укрепленията на Каир започва в полунощ и ръкопашния бой продължава до сутринта. Бонапарт, начело на пехотен батальон, е ранен с байонет в крака от английски сержант. Въпреки че ботуша му се напълва с кръв, корсиканецът остава да ръководи атаката. Малкият Гибралтар е превзет и лейтенант Мармон (бъдещ маршал) поставя оръдия за обстрел на фортовете л'Егилет и Балагие. На сутринта на 17-и, под съпровода на пороен дъжд, пехотата отново е поведена от Бонапарт – англичаните обаче панически се евакуират от двата форта, изоставяйки оръдията си. Артилеристите от батареята „Безстрашни мъже“ веднага ги обръщат срещу корабите в пристанището. По същото време, генерал Лапоюп най-накрая успява да превземе укрепленията на връх Фарон, а после незабавно атакува форт „Малбускé“. С помощта на част от пехотата на Наполеон (който междувременно е изнесен на носилка заради раната си), Лапоюп извършва пробив, превзема оръдията на форта и започва стрелба по английските кораби.
Съюзническото командване решава да евакуира по море войските, оставяйки населението на Тулон на милостта на якобинците. Операцията по евакуирането е проведена на 17 и 18 декември от комодор Сидни Смит. Паниката сред роялистите е толкова голяма, че мнозина се удавят при преобръщането на претоварените лодки, стремящи се към корабите. Към 9 часа вечерта англичаните взривяват арсенала на града. С благоприятен вятър, по-голямата част от флота успява да се измъкне, подпалвайки на тръгване около дузина френски кораби, от тези, които са ги приветствали четири месеца по-рано. Още толкова са отведени от англичаните, но все французите си възвръщат над 30 кораба, останали неподпалени заради нехайство на испанците. Близо 15 000 роялисти напускат града, отправяйки се към Валета и Гибралтар. Обсадата приключва.

## Последици
На 19 декември сутринта армията на „карманьолите“ влиза в Тулон. Репресиите, ръководени от Барас и Станислас Фрерон, са изключително кървави. Между 800 и 2000 затворници са застреляни или намушкани с байонет на Марсово поле. Наполеон, който лекува раната си, не присъства. На 22 декември той е произведен в чин бригаден генерал и получава назначение в Ница като командващ артилерията на „Италианската армия“.
Метафората Тулон придобива значение на блестящо начало на кариерата на някого, особено във военното поприще; така, Андрей Болконски в романа „Война и мир“ пита: „Кога ще дойде моя Тулон?“.

## Любопитно
- Карто, преди демонстрацията на оръдие от разположената от него батарея: „Огънят на английските кораби няма да пречи на нашия. Ще ги потопим един по един!“. След изстрела гюлето пада по средата на разстоянието.
- Карто към Бонапарт, след забележката му, че съдбата на Тулон минава край форт л'Егилет: „Млади човече, виждам, че не сте запознат с географията!“.
- Генерал Допе към войниците си (по време на успешната атака на редута Мългрейв), виждайки смазан от гюле пехотинец: „Стига, върнете се обратно! Не мога да гледам повече това!“. Генералът е бивш лекар.
- Наполеон към артилеристи, при сформирането на батареята Hommes Sans Peur: „Ще създам батарея от безстрашни мъже. Нуждая се от мъже, истински мъже, мъже с топки, а не женчовци. Аз никога няма да искам от тях да превземат вражеска позиция, а ще настоявам да ме последват до тази позиция. Ако сте от тези мъже, вдигнете ръката си!“. Всички вдигат ръка, после и двете си ръце и се провикват „Да живее Бонапарт!“.
- Плененият генерал О'Хара за батареята „Безстрашни мъже“: „С армия от такива войници можете да завладеете света.“.
- По време на артилерийска престрелка, Наполеон диктува заповед на сержант Жюно, когато много близо избухва снаряд и засипва и тях, и листа с пръст. „Великолепно!“ – възкликва сержантът. „Сега няма нужда да го подсушавам с пясък!“. Бонапарт само се усмихва, но не забравя случката. След години смелият Жюно е генерал и херцог д'Абрантес.

## Карти
- ((en)) Разположение на силите към края на обсадата
- ((fr)) Карта на града и пристанището със списък на корабите Архив на оригинала от 2007-09-27 в Wayback Machine.

- |  | Тази страница частично или изцяло представлява превод на страницата Siege of Toulon и страницата Siège de Toulon в Уикипедия на английски и френски език. Оригиналните текстове, както и този превод, са защитени от Лиценза „Криейтив Комънс – Признание – Споделяне на споделеното“, а за творби, създадени преди юни 2009 година – от Лиценза за свободна документация на ГНУ. Прегледайте историята на редакциите на оригиналните страници тук и тук, за да видите списъка на техните съавтори. ВАЖНО: Този шаблон се отнася единствено до авторските права върху съдържанието на статията. Добавянето му не отменя изискването да се посочват конкретни източници на твърденията, които да бъдат благонадеждни. |